# Apia
Apia è la capitale delle Samoa. La città si trova sulla costa settentrionale dell'isola di Upolu. È il porto principale e l'unica vera città del Paese.

## Storia
Dal 1900 al 1919 fu la capitale delle Samoa tedesche.

## Cultura

### Istruzione

#### Università
È sede di tre università.

## Monumenti e luoghi d'interesse
- Cross Island Road: è un ponte che attraversa il fiume Vaisigano.

### Architetture religiose
- Cattedrale dell'Immacolata Concezione

## Geografia fisica

### Territorio
La città di Apia è collocata in un'insenatura naturale alla foce del fiume Vaisigano, che forma la pianura costiera alle pendici del Monte Vaea, alto 472 m.

## Clima
| Apia                | Mesi | Mesi | Mesi | Mesi | Mesi | Mesi | Mesi | Mesi | Mesi | Mesi | Mesi | Mesi | Stagioni | Stagioni | Stagioni | Stagioni | Anno  |
| Apia                | Gen  | Feb  | Mar  | Apr  | Mag  | Giu  | Lug  | Ago  | Set  | Ott  | Nov  | Dic  | Inv      | Pri      | Est      | Aut      | Anno  |
| ------------------- | ---- | ---- | ---- | ---- | ---- | ---- | ---- | ---- | ---- | ---- | ---- | ---- | -------- | -------- | -------- | -------- | ----- |
| T. max. media (°C)  | 30   | 30,1 | 30,2 | 30,0 | 29,2 | 28,5 | 28,0 | 28,3 | 28,9 | 29,4 | 29,7 | 29,9 | 30,0     | 29,8     | 28,3     | 29,3     | 29,3  |
| T. min. media (°C)  | 23,8 | 23,9 | 24,0 | 24,0 | 24,0 | 24,1 | 23,7 | 23,8 | 23,6 | 23,7 | 23,8 | 23,8 | 23,8     | 24,0     | 23,9     | 23,7     | 23,8  |
| Precipitazioni (mm) | 522  | 394  | 396  | 220  | 198  | 148  | 117  | 133  | 174  | 284  | 313  | 418  | 1 334    | 814      | 398      | 771      | 3 317 |